# Paid in Full (album)
Pour les articles homonymes, voir Paid in Full.
Albums de Eric B. & Rakim
Follow the Leader
(1988)
Singles
1. Eric B. Is President
Sortie : 1986
2. I Ain't No Joke
Sortie : 1987
3. I Know You Got Soul
Sortie : 1987
4. Move the Crowd
Sortie : 1988
5. Paid in Full
Sortie : 1988

Paid in Full est le premier album studio d'Eric B. & Rakim, sorti le 7 juillet 1987.
L'album est entièrement produit par le duo, excepté les titres My Melody et Eric B. Is President, composés par Marley Marl.
Acclamé par les critiques, il a été désigné 228e des « 500 plus grands albums de tous les temps » par le magazine Rolling Stone et s'est imposé comme un « classique » du hip-hop. En 1998, The Source l'a classé parmi les « 100 meilleurs albums de rap ».
Classé 8e au Top R&B/Hip-Hop Albums et 58e au Billboard 200, il a été certifié, aux États-Unis, disque d'or le 4 décembre 1987 et disque de platine le 11 juillet 1995 par la RIAA.

## Liste des titres
| No  | Titre                                | Auteur                                                                  | Contient un (des) sample(s) de | Durée |
| --- | ------------------------------------ | ----------------------------------------------------------------------- | --- | ----- |
| 1.  | I Ain't No Joke                      | Eric Barrier, William Griffin                                           | Pass the Peas des J.B.'s Theme From the Planets de Dexter Wansel | 3:56  |
| 2.  | Eric B. Is on the Cut (Instrumental) | Eric Barrier, William Griffin                                           | It's Great to Be Here des Jackson 5 I Think I'd Do It de Z. Z. Hill Eric B. Is President d'Eric B. & Rakim | 3:54  |
| 3.  | My Melody                            | Eric Barrier, William Griffin                                           | Scratchin' de The Magic Disco Machine | 6:50  |
| 4.  | I Know You Got Soul                  | Eric Barrier, William Griffin, Bobby Byrd, James Brown, Charles Bobbitt | Different Strokes de Syl Johnson I Know You Got Soul de Bobby Byrd You'll Like It Too de Funkadelic | 4:47  |
| 5.  | Move the Crowd                       | Eric Barrier, William Griffin, Steve Griffin                            | Hot Pants Road des J.B.'s Flight of the Newborn de Return to Forever Eric B. Is President d'Eric B. & Rakim | 3:50  |
| 6.  | Paid in Full                         | Eric Barrier, William Griffin                                           | Ashley's Roachclip des Soul Searchers Change the Beat (Female Version) de Beside Don't Look Any Further de Dennis Edwards featuring Siedah Garrett | 3:46  |
| 7.  | As the Rhyme Goes On                 | Eric Barrier, William Griffin                                           | I'm Gonna Love You Just a Little More Baby de Barry White Funky President de James Brown Love's Theme de Fausto Papetti Hold It Now, Hit It' des Beastie Boys                                                                                                   | 4:04  |
| 8.  | Chinese Arithmetic (Instrumental)    | Eric Barrier, William Griffin                                           | Flick of the Switch d'AC/DC | 4:12  |
| 9.  | Eric B. is President                 | Eric Barrier, William Griffin                                           | The Champ des Mohawks Get Up, Get Into It, Get Involved de James Brown Long Red de Mountain Impeach the President des Honey Drippers Funky President' de James Brown Over Like a Fat Rat de Fonda Rae Can't Get Away (Special Club "Dub" Mix) de Carol Williams | 6:17  |
| 10. | Extended Beat (Instrumental)         | Eric Barrier, William Griffin                                           | | 3:49  |